# Horcajo de la Ribera
Horcajo de la Ribera es una localidad de la comarca natural del Alto Tormes, perteneciente al municipio de Santiago de Tormes. Se encuentra situado en el sudoeste de la provincia de Ávila, Comunidad Autónoma de Castilla y León, en España, en la vertiente sur de la Sierra de Villafranca, con una altitud de 1.482 m s. n. m. Sus aguas vierten al río Tormes. Pertenece al partido judicial de Piedrahíta.
Ubicado en la solana del valle del Tormes, en lo alto de la ladera y a mitad de camino entre La Aliseda de Tormes y Navasequilla.

## Geografía
- Latitud: 40°21′33,08″ N
- Longitud: 5°21′55.66' O

## Demografía
| Gráfica de evolución demográfica de Horcajo de la Ribera entre 1842 y 1970 |
| |
| Población de derecho según los censos de población del INE. Población de hecho según los censos de población del INE.En este censo se denominaba Horcajo de la Rivera: 1842. Entre el censo de 1981 y el anterior, este municipio desaparece porque se agrupa en el municipio Santiago de Tormes. |

El municipio tiene una pedanía, Navasequilla, que es uno de los núcleos de población más altos de España, a 1.648 m s. n. m..

## Monumentos
Destacan la Iglesia, la Ermita (carretera dirección Navasequilla a 2 km),

## Turismo
Es un pueblo de gran encanto, enclavado en las estribaciones de la sierra de Gredos, con amplia extensión de arbolado, principalmente roble. Conserva el encanto de los pueblos serranos con viviendas de piedra y corral anexo. Dispone de una casa rural "Casa el Picazo", situada en las antiguas escuelas.
Pueblo indicado para el descanso y pasar unos días de tranquilidad absoluta, ya que sólo está habitado por 35 personas, donde los paisajes son especialmente bellos en cualquier época del año, invitando al paseo y al disfrute de la naturaleza.
A mediados de agosto desde hace más de 20 años se celebra una cena popular en la plaza del pueblo organizada por la peña "Santiago Apóstol".
Además gracias a la iniciativa  por hacer más visible el pueblo, desde hace  varios años se organiza la Cross de los pastores una carrera que intenta que no caigan en el olvido los antiguos caminos de los pastores, cevurnales, ganado, dehesas y  demás vegetación te acompañarán todo el camino con una vista  espectacular de la sierra